# 西夏王陵
西夏王陵位于中华人民共和国宁夏回族自治区银川市西夏区，是对贺兰山东麓西夏帝王陵园遗址的统称，面积约为50平方公里。该陵园遗址是中国现存规模最大、地面遗迹保存最完整的帝王陵园之一，被誉为「东方金字塔」。
西夏王陵建于西夏存续期间，在西夏灭亡时遭到了蒙古军队的毁灭性破坏，以至于在中华人民共和国政府组织考古探察之前，这些陵墓的建造年代一直无法得到确认。1972年，国家文物局对西夏王陵组织大规模考古发掘，并从中发掘出了大量文物。截至2014年，西夏王陵遗址共确认出西夏帝陵9座，陵邑遗址1座，陪葬墓254座，窑址几十处，祖庙1座，除7号陵和182号陪葬墓外，其余墓葬的墓主人尚无法得到最终确认。
1988年，西夏王陵被列为全国重点文物保护单位，并于当年开始被旅游开发。2025年，西夏王陵被列入世界文化遗产。

## 历史
| 埋葬帝王   | 陵名 | 下葬时间 | 陵寝编码 |
| ---------- | ---- | -------- | -------- |
| 太祖李继迁 | 裕陵 | 1038年   | 不详     |
| 太宗李德明 | 嘉陵 | 1038年   | 不详     |
| 景宗李元昊 | 泰陵 | 1048年   | 不详     |
| 毅宗李谅祚 | 安陵 | 1068年   | 不详     |
| 惠宗李秉常 | 献陵 | 1086年   | 不详     |
| 崇宗李乾顺 | 显陵 | 1139年   | 不详     |
| 仁宗李仁孝 | 寿陵 | 1193年   | 七号陵   |
| 桓宗李纯祐 | 庄陵 | 1206年   | 不详     |
| 襄宗李安全 | 康陵 | 1211年   | 不详     |
| 神宗李遵顼 | 不详 | 1226年   | 不详     |
| 献宗李德旺 | 不详 | 1226年   | 不详     |
| 末主李睍   | 不详 | 1227年   | 不详     |

1038年，党项族首领李元昊建立西夏。他将祖父李继迁、父亲李德明迁葬于贺兰山东麓，其中李继迁葬于裕陵，李德明葬于嘉陵。此后，在西夏国存续期间，除神宗李遵顼、献宗李德旺和末主李睍之外，每一任皇帝都记载了明确的陵名，但没有记载埋葬的具体位置。
1227年，西夏为蒙古所灭，西夏末主李睍投降，不久后被杀害，葬处不详，西夏灭亡。此后，西夏王陵被蒙古军队严重破坏。明代洪武年间，西夏王陵被明朝政府发现，并且已经出现了认为这里是西夏王陵的论断。曾有人对西夏王陵部分进行盗掘，但并未发现有价值的陪葬品。
1938年，德国飞行员乌尔夫·迪特·格拉夫·楚·卡斯特将他在中国航拍到的相片整理成《中国飞行》一书，其中在银川拍摄的照片中出现了西夏王陵。
1949年，中华人民共和国建立之后，当地文物管理部门一度认为西夏王陵是一片唐墓。1972年，中国国家文物事业管理局正式作出挖掘西夏王陵的决定。这次发掘活动的负责人为王冶秋，宁夏回族自治区展览馆承担西夏王陵的主要发掘工作。截至2014年，已经确定7号陵的墓主人为西夏仁宗李仁孝，182号墓主人的身份为梁国正献王嵬名安惠，其余墓主人的身份的确切证据尚在发掘之中。

## 布局

### 整体布局

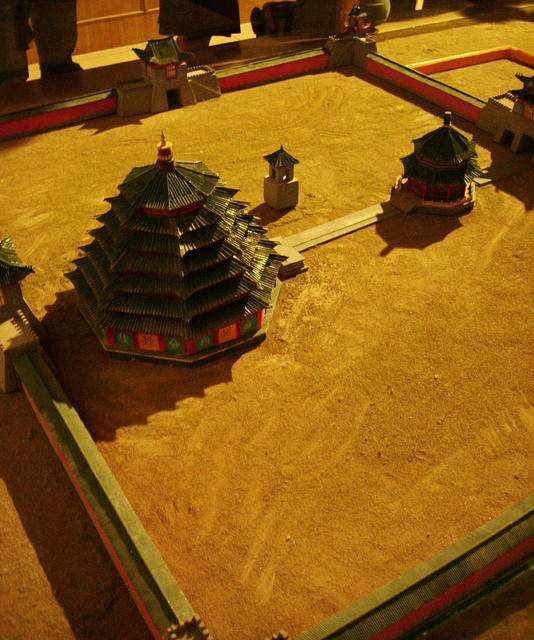
西夏皇室陵墓模型。

西夏王陵位于宁夏回族自治区银川市西部30公里的贺兰山东麓，陵区北起泉齐沟，南至银巴公路，南北长约10公里；东临西干渠，西靠贺兰山，东西宽约5公里，总占地面积约为50平方公里。陵区位于贺兰山中段南段东侧，为山前洪积扇地带，海拔1150-1220米。地表遍布砾石和粗砂，地基承重力大，保水性差，自然排水条件好。良好的地基使西夏王陵成功渡过了西北地区历史上的多场大地震。陵园所处位置常年降水量偏少，山洪暴发的可能性很低，利于陵园的整体保护:11。
西夏王陵中帝陵共有9座，根据1990年所编号码:11，一号、二号、三号、五号、七号和九号陵位于平原之上，四号、六号和八号陵则依山而建。每一座帝陵均坐北朝南，呈纵向长方形，占地面积达10万平方米以上。这些帝陵的外郭形制虽然有开口式、封闭式和无外郭式三种，内部结构却大体相同，分为角台、阙台、月城、陵城四部分。这些帝陵的外郭或宫城的长宽比例都在1.5:1.7之间，与史籍记载的兴庆府城郭的长宽比大致相当。史籍当中记载西夏王陵有名号的也只有9座，而神宗李遵顼、献宗李德旺、末主李睍的陵墓史籍没有记载，可能存在的其余三座帝陵则或许由于西夏末年兵荒马乱而并未建造，也有可能在二十世纪六十年代被当地某建筑单位夷平。在这些帝陵之间的4个区域，集中分布着至少254座陪葬墓。在陪葬墓集中的七号、八号、九号陵一带，考古人员清理出1座西夏祖庙的遗址。
此外，九座帝陵现存碑亭遗址共16处，其中一号、二号陵各3座，三号陵2座，四号陵现只存1座西碑亭，五号陵3座，六号陵2座，七号陵2座。八号、九号陵除陵塔外，所有地面建筑均被夷平，故碑亭已不存。按照西夏陵区其他帝陵的陵园建筑规制、布局，估计这八号、九号陵原来至少各有2座碑亭。九号陵西碑亭曾于二十世纪七十年代某单位基建时出土了4件雕像石碑座。
陵区北部偏东，有一座规模较大的陵邑性质的建筑遗址。遗址内广场、道路、院落、水井和房屋等遗迹都清晰可见，布局十分规范整齐，总面积近10万平方米。四周筑有夯土城墙。城内分前、中、后三个部分，中部和后部的正中各有一座规模宏大的殿堂，其他建筑多集中在城的前部和中部，并组成一座座封闭式庭院。遗址中发掘出大批色泽鲜艳的绿色琉璃板瓦、筒瓦、瓦当、滴水、脊兽、鸱吻和其他建筑装饰构件，如乳白色或青白色带有冰裂纹的小白瓷板瓦、侧边有黑色釉的牛郎合瓦、精雕细琢的石刻。
陵邑附近，西干渠西岸、昊王渠及其东西两侧的自然冈丘上，由北向南分布着一系列西夏窑址，绵延七八公里，计几十余处之多。其中有烧制方砖、长方砖、条砖、板筒瓦、瓦当、滴水、琉璃饰件等建材的砖瓦窑和石灰窑。据研究人员推测，该窑址为专门烧制西夏王陵建筑材料而建。

### 各陵结构

#### 一号陵

西夏王陵一号陵平面图

一号陵位于陵区最南端，前方2公里处为银巴公路。陵区坐北朝南，方向南偏东15度。地面建筑基本全部变成废墟:13。整个陵园为封闭式外神墙包围，墙外有角台，陵园内从南到北有阙台、碑亭、月城、内城；内城中有献殿、墓道、陵台等建筑:13。
该陵园的外城已经全部倒塌，呈南北长方形，南北长360米，东西宽250米；南墙正中留有门道，宽约35米，其余三面封闭，墙体为夯土实心，外表包砌石块，厚度在1.7米左右。陵园南端外神门内两侧建有东西相对的2座阙台，彼此相距65米，由黄沙质夯土筑成，基底呈正方形，每边长8米，高6米左右。现残存平顶，周围残存板瓦、筒瓦残片以及砖块、褐红泥皮堆积。陵园内共有三座碑亭遗址，其中在东侧有2座，西侧有1座。靠北的一侧东西两座碑亭相对，距离阙台各40米，两碑亭相距65米。西碑亭残存台基约1.5米，台面边长10米，台面残存铺地砖，台基周围被倒塌的残砖乱瓦及土石填起，堆积呈圆台型，堆积之上及其周围散布大量砖瓦、石碑碎块，还有少量琉璃瓦和槽心瓦残块。东碑亭比西碑亭略高，其他情况与西碑亭类似。东碑亭南侧10米处有1座小碑亭，堆积高约1米，正方形台基，边长约8米，其他残骸与另两座碑亭类似。在碑亭以北约110米处有一处月城遗址，神墙多已倒塌，门址两侧各残存一段较高的墙体。月城的墙体为黄沙土夯筑，夯层厚8至13厘米不等，月城内神道两侧各有两列石像生遗址，间距15米，石像生残块已很难找到:13。
月城以北为内城遗址，该遗址呈南北长方形，南北长约115米，东西长200米。四面以神墙环绕，南端距离外城137米，东、西、北三面均相距22米左右。墙基宽约3米，黄沙土分段夯筑，残存最高可达4米有余。南神门遗址宽12米，周围有大量砖、瓦以及琉璃瓦、槽心瓦残块。门址两侧墙体加宽，另外3面神墙正中亦辟门，都散见砖瓦，门道畅通。内城墙四个转角处夯土皆残存较多，均有砖瓦等建筑材料散布。在南神门内偏西约30米处有一处献殿遗址，残存台基为东西向长方形，台面长18米，宽12米，其上及周围散见大量砖、瓦、琉璃瓦、槽心瓦、脊饰等建筑材料。从遗址堆积分析，献殿的风格疑似为歇山式殿堂。在献殿之后约5米处为墓道封土，成鱼脊形状隆起，东南低西北高，除砂砾填土外，表面多较大的石块，其末端已经被破坏。墓道封土北端东侧约15米处近距陵台的地方有1处钟虡遗址，仅剩高约4米，底面边长5米的夯土台，其周围散见琉璃瓦等建筑材料陵园内城西北有1处陵台，该陵台距离北墙35米，距离西墙45米，外形呈八角形，分七个层次，每层向内收分，顶部趋尖。陵台夯土周身有椽洞，洞孔随收分成层分布，其孔径10至30厘米不等，陵台周围数布大量青砖、灰瓦及琉璃瓦、糟心瓦等建筑材料:13-15。在外神墙的外侧有4处角台，外形呈覆斗型，高约5米。前角台紧靠外神墙，其连线跨越月城中央。台体为底边长4米的夯土筑成，均坍塌严重，周围有砖瓦等建筑材料，后角台在外神墙转角外侧:16。

#### 二号陵

西夏王陵二号陵平面图

二号陵位于一号陵西北部约30米的位置处。地面建筑基本全部变成废墟。其除四周角台残存高度比一号陵略低之外，其余残存情况、整体架构、建筑组成、地理朝向等均与一号陵类似:16。

#### 三号陵

西夏王陵三号陵平面图

三号陵园座落在一片开阔地上，其西南约3公里远处为一号、二号陵，其北约1.5公里为五号、六号陵，其西约2公里则为四号陵。三号陵园坐北朝南，方向南偏东55度。地面建筑被严重破坏。整座陵园从南到北由角台、阙台、碑亭、月城、内城、献殿、墓道封土、陵台等共同组成。:162000年10月至11月、2001年4月至6月以及2001年9月至10月，考古人员对三号陵园建筑遗址进行了三次大规模考古发掘，揭露面积2万多平方米。
陵园南端左右两侧各有1座阙台遗址，两座遗址东西相距约120米，由纯净黄土筑成。东阙台基部呈方形，边长约8米，高约8米，上部向内收，顶部有一较小的台基，顶部和周围散落有大量建筑残块，经过细致发掘后发现根部已经被掏空。西阙台已剥落成2层圆台形状，台高6.8米。周围散落砖瓦残块等建筑材料。:16位于双阙台以北约50米有2座碑亭遗址。碑亭东西相对，间距120米，已经全部被发掘。其中东碑亭台基呈方形，边长21.5米，夯筑土台，台基四周以扭绳纹长方形砖砌成三级逐渐收缩的台阶，高2.35米。台而为圆角方形，边长15.5米，中部为一圆形基址，直径13.4米，室内直径7.5米，其外为宽2.85米的墙基，室内铺方砖、中部残存3个人像石座。周围有大量西夏文碑残块及铜铃铛、甲片等建筑材料。碑亭南面开门，门内有25块方形花纹砖呈方形排列，门外延伸出斜坡式踏道。在西、北两边侧有5座灶坑，灶坑凿穿了台基，内壁坚硬，有很重的烟痕，坑内堆积与台基上部堆积的残块种类相同。发掘物中以建筑用砖最多，数量惊人，却极少见列瓦片。由于破坏烧毁严重，屋顶的建筑风格已无法推测。富有物征的花纹砖，图案达8种以上。粗绳纹砖中部多在凹槽内有1汉字，如李、牛、言、五等汉字姓氏或记号，表明了营建陵园过程中曾有汉族工匠参与。西碑亭堆积高约3米，表面布满残砖块，其间生有杂草，堆积范围在1000平方米左右:16。在发掘过后，西碑亭上方加盖了简易保护棚，东碑亭已用砂土封盖。碑亭北侧有一处月城遗址，该遗址呈东西长方形，东西长约130米，南北宽约50米。月城筑于陵城南面，由东墙、南墙、西墙围成，南墙中部辟门，月城东墙、西墙北接陵城的南墙。月城内东部、西部各有两列南北向的石像生基址残迹，两列基址东西间距8.8米，神道两侧的基址东西间距32米。墙垣夯土版筑，基宽2.45至2.55米，夯层厚0.07至0.1米，墙体残高多不到1米。
月城北侧为内城遗址，四面用神墙环绕，呈南北长方形，南北长180米，东西宽160米。占地约40亩。神墙中部较窄，靠近转角渐宽大，纯净黄土分段夯筑而成，中部每段约3米，残高约3米，比较平齐，各段如须弥座形状。神墙四处转角皆很高大，类圆柱形，从各转角往神墙两侧，连体圆柱愈来愈矮小，各有5个，共40个。其残存最高达6米以上，最低的3米，发现在转角处5个连体圆柱夯土台周围皆有砖瓦残存。内城四面神墙皆正中辟门，门址宽约12米，地面散布瓦片、脊饰残块等。:19根据统计，内城坍塌墙体在2002年时已达189.1米，约占墙体总长度的27.8%。南神门内约25米偏西处有一处献殿遗址。根据考古发掘情况看，可能原为一正方形台基，台面周长65米，直径约20米，堆积厚约1米。台基以纯净黄土垫起，其上及周围残存大量青砖灰瓦及琉璃构件:19。献殿之后约6米为墓道封土，南北长约42米，呈东南——西北走向，形似鱼脊，以砂石填充。其末端为盗坑，盗坑直径约20米，深约5米:19。坑内长有若干小树，两侧有土堆。内城西北隅有一处陵台，八角形，高约20米，分7级，每级向内收分。陵台收分处及周围地面散布大量瓦片、瓦当、滴水等建筑材料。夯土台整体形状为塔形，其上露出一个个椽洞，有水平方向的，还有竖斜方向的，证明原来有椽出头。:19距离陵台较远的四角各有一座角台，其中东南、西南的两座角台已坍塌，西南角尚可分辨认出台基，相距约520米。其连线在双阙台之前，北面的2座角台相距290米。东北角台残高1米多，坍塌严重，只有西北处的角台保存比较完好，残高约5米，但严重风化。北边两角台相距272米。南北联线约460米。夯土台因剥蚀已趋圆柱形，底面周长20米。纯净黄土夯筑，周围散落着大量红褐色板瓦、筒瓦残片。:19

#### 四号陵

西夏王陵四号陵平面图

四号陵位于三号陵以西2公里处的贺兰山下，该陵园东、西、北三面环山，面北朝南，朝向为南偏东16度。地面建筑除早年破坏外，现代也有破坏。陵园布局和建筑类型与三号陵基本相同，由阙台、碑亭、月城、献殿、陵台、角台等部分组成。:20

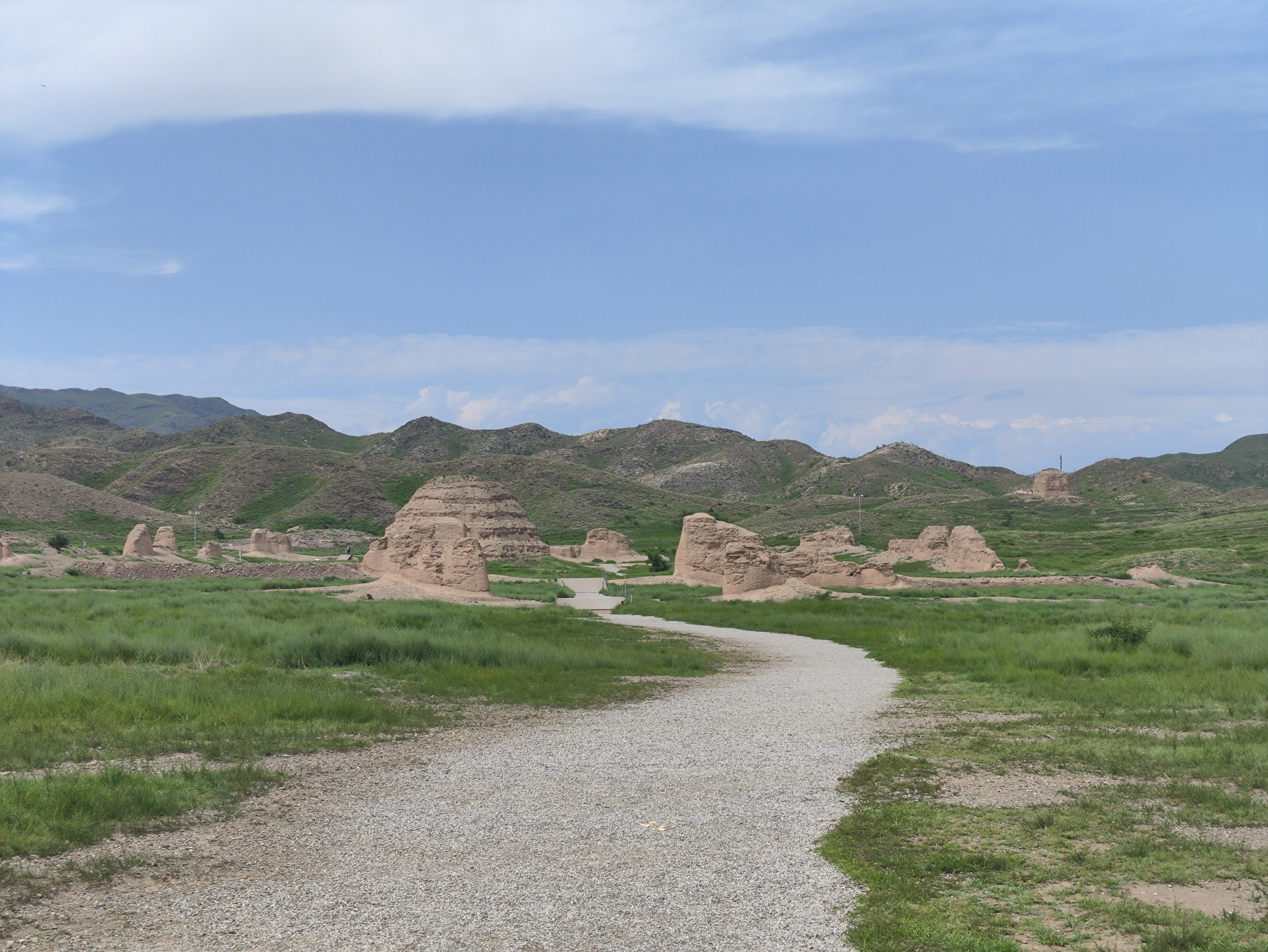
西夏陵四号陵全景

陵园南端有东西2座阙台，相距70米，由黄沙土夯筑而成，基底呈方形，边长9米，残高8米有余。夯土台个别部位发生坍塌，阙台上下都有所收缩，顶部有台基，周围散落着砖、瓦等建筑材料:20。在西阙台之后约45米略偏西、在月城之南50米略偏西的位置有该陵园内唯一一处碑亭遗址，堆积高约1米，迎积周边长68米，中部为方形台基，边长10米，台基平面夯土中有大青石板、台签，周围散落大量砖瓦、碑石残块。该阙台东侧相应位置已经变成广场，无法确认是否曾经存在碑亭。碑亭北侧为月城，曾长期被当地放羊人占用，破坏严重。现存墙基宽约2米，东西长方形，东西长90米，南北宽40米，南墙正中留门，门址两侧各残存加宽的断墙，长约15米，宽约3米、高约2.5米，黄沙土夯筑。月城内石像生基址已看不清楚，在二十世纪九十年代初，此处地面布满羊粪，旁边不远处围有羊圈，神道正上方还盖有放羊人居住的房子:20，后已由当地政府出面，借旅游开发之机全部整顿拆除。
月城北侧为内城，四周用神墙环绕，呈南北长方形，南北长190米，东西长120米。内城四面神墙正中有神门；但除南神门畅通外，其余门内全部夯筑了一定高度的墙，残存高度大约3米，在门阙处有小缺口，该缺口不足以通行。南神门址宽约1.5米，两侧宽大的墙体厚4米，高约5米。门址周围砖瓦建树散布，四面神墙当中，东面的保存较好。在神墙各个转角处散落着建筑材料。南神门内偏西处有一处献殿遗址，基址较大。献殿的遗址为一座东西长22米，南北宽14米的长方台基，高约1米，上面及周围散落着大量板瓦、筒瓦、琉璃瓦、砖残块等，型号、规格都比较大。献殿之后约2米的位置为墓道封土，南端比较高大，一直延伸到陵台，高约1米，类似鱼脊，坡度比较缓，宽约10米，北端受盗坑影响，破坏严重。盗坑在陵台前约15米处，直径10米，深有4米，封土表面有多角页岩石块。位于内城偏西北的位置有一处陵台，整体由黄砂土夯筑，每个夯层10厘米。基部平面呈八边形，边长11米，明显分为5级，从上至下逐层收缩，高约15米。收分处挂有瓦片等。陵台西北一角坍塌，整座陵园包括陵台周围都散落着砖瓦碎块。陵台前盗坑往东约35米处为钟虡遗址，仅剩呈东北——西南走向的夯土堆积成的残基，4米长，2米宽，夯土中有石块，一号、二号陵东侧小型基址性质相同:20-22。此外在陵园的四角各有一处角台遗址，除东南角处的角台完全损毁，并一度被各种现代建筑包围之外，其它3个都有所残留，其中以建在山坡上的两座保存较好，底边长6米，高约5米，所位于的山坡高约11米，周围散落着建筑材料，顶上散落着瓦片:22。西南处的角台已经严重风化。

#### 五号陵

西夏王陵五号陵平面图

五号陵位于六号陵东约500米，整体朝向为南偏东15度。整个陵园布局和建筑构成与六号陵相似，由阙台、碑亭、月城、内城、献殿、陵台、角台、开口式外神墙等部分组成。:23
陵园最南端有2座阙台，东西相对，间距65米，黄砂土夯筑而成。基底呈方形，边长6米，残高5米多，夯土层中央有数层石块、椽洞共有3层，间距1米，孔径10-15厘米不等，有的洞孔由二根椽洞组成。以1米的高度为分界，夯土台上、下皆向内收缩，周围皆散布有砖块、板瓦、筒瓦、灰槽瓦、琉璃构件等建筑材料。双阙台北侧有3座碑亭，其中西边1座，东边2座南小北大。两座较大的碑亭各距阙台50米，二者相距55米，已经全部清理完毕。碑亭台基呈方形，边沿竖宜，台基边长14.5米，高1.5米，黄土夯筑，其中夹有石块，夯层7至10厘米不等。台基皆在内侧有一踏步，斜长3.5米，宽2.5米，分作9级台阶，台基之上以方砖砌出方形，边线已不清，共残存边长为36厘米的方砖5块。西亭中心有约2米见方的范围内没有砖，可能原放有石像座。从旁边清理后的堆积物中发现有：陶质板瓦、筒瓦、兽面瓦当、花卉滴水，琉璃筒瓦、脊饰及灰槽瓦、碎残块、人像石座残块等。东碑亭之前约10米有1个小碑亭，未经清理，方形，台基边长约8米，周围堆积物基本上类似已经清理的两座碑亭。在碑亭以北约28米处有一月台遗址，整体形状为东西长方形，长130米，宽50米。墙基宽约2米，月城正中开门，门址两侧各有1个方形土台，已坍塌，范围不清，可能是门阙，在夯层中夹杂着大量石块。沿月城墙基散见板瓦、简瓦、砖、灰槽瓦、滴水等残块，在月城东南部墙基内侧发现有成片的红色堆积层，可能是原墙面涂抹的红色墙皮。靠南墙内侧约有20米长一段，沿墙基底有竖直嵌入的板瓦，可能是原来作排水用的。月城神道两侧各有3列石像生基址，残存大量红砂岩石像生残块，大多风化成为小碎块，基宽约4米，间距16米:23-24。
月城北侧为内城，四面环绕的补墙多已坍塌，从遗址上看近似方形，南北长190米，东西宽180米，神墙正中各有神门，南神门址高出地面半米多，宽12米，门址两侧神墙比其他地方的更宽，周围散落着大量建筑材料，其它各门址周围亦散见砖瓦等建筑用材。各转角处略显高大，可能原来建有角楼。南神门内中轴线40米偏西约8米处有一处献殿遗址，已清理，台基为东西长方形，长20.2米，宽15.2米，高70厘米，台基边缘向上略有收分，上部为黄沙土夯筑，下部为黄沙土层与砂石层相间夯筑，南部有踏道，斜长3.5米，宽3米，台基踏道两侧，各有一列基址．地面有石像生残块，基址南北向，南北长10米，东西宽2.8米，两纵侧砌有长方形砖。献殿清理出的堆积物主要有：长方砖、方形砖和板瓦、筒瓦、灰槽瓦及瓦当、滴水等遗物残块，以筒瓦最多。距献殿约5米处为墓道封土，呈东南-西北走向，但方向摆动不大。宽6至10米，西北端高大，整个墓道封土高度介于0.5至2米之间，形似鱼脊，主要为砂石土。北端靠近陵台有一半圆形盗坑，直径约6米，深约5米，破坏了陵台南部底边。内城西北处有一陵台，四面坍塌严重，残高约为10米，黄土夯筑，各层夯土之间夹有几层石块，椽洞分布不匀，夯层的厚度在8至13厘米不等。西侧清理的堆积中有砖瓦等建筑用材。从盗坑断面来看，陵台似乎是平地起建的，没有打地基陵台底部的外表覆盖有红泥皮。位于内城墙外约5米处为外神墙遗址，墙基宽1.7米，沿墙基准砾石，最终连通至内城南墙。外神墙到达东、西、北三神门处，皆向外凸出一个长方形空间，长17米左右，宽12米左右，空地内地面平整，没有其它遗迹现象:24-26。外神墙外有4座角台遗址，已经全部坍塌，北面两座角台基址相距340米，南面两座角台相距365米。东南角台还残存大约4.5米的部分，方形夯土台边长4.5米，夯土中央有石块，周围散落部分建筑材料，其余三座角台残存均不超过1.5米。

#### 六号陵

西夏王陵六号陵平面图

六号陵是西夏王陵当中截至2014年唯一一个打开地宫进行发掘的遗址，在发掘的时候该陵址的编号为八号陵。六号陵位于陵区中部偏西，依贺兰山而建，整体朝向为南偏东15度，整个陵园由阙台、碑亭、月城、内城、献殿、墓道、陵台、角台等部分组成。:27

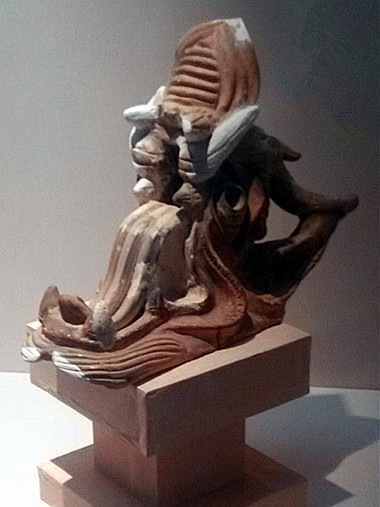
灰陶屋脊兽，1974年宁夏银川西夏陵区6号陵出土

陵园南端有2座阙台遗址，东西相对，间距为65米，由夯土筑成，基部呈方形，边长9米，高7.1米，顶部有台基，以土坯砌成，残高1.3米，台基上及四周散落着大量砖瓦等建筑材料。阙台北侧有2座碑亭遗址，这2处遗址东西相对，东碑亭台基近方形，长22米，宽21米，台基四周以条砖砌成5级逐渐收缩的台阶，高2.4米，台面长19米，宽18米，台面上有1个圆形基址，地面铺方砖，西侧有斜坡踏步。在东侧碑亭周围发现大量西夏文、汉文碑残块及砖块，但却没有瓦片。西碑亭台基也近似方形，长16米，宽15米，台基四面外壁用碎石纵向砌成，台面铺方砖，以自然扁平石块为柱础。堆积中有大量砖、瓦、鸱吻等建筑材料，东西两侧正中均有斜坡踏道，堆积中发现有大量西夏文碑残块。碑亭北侧为月城遗址，东西长100米，南北宽45米，正小有门，月城内神道两侧各有两列石像生基址。
月城北侧为内城，呈南北长方形，南北长183米，东西宽134米，神墙基宽3米，分段夯筑，残高5米，南神门正中有门道，宽17米、门道内外均有3条斜坡式踏道，每条宽约3米，用砖镶砌，门址内外散落着大量砖瓦、鸱吻等建筑用材。另外三面神墙正中也有门道，但门道内侧用土坯砌成高4米多的一堵墙，看起来无法通行。位于南神门内偏西位置有一处献殿遗址，台基为东西长方形，高约90厘米，地面以方形花纹砖砌之，残缺不全，底端可见柱础。内城西北处有一座陵台，用黄沙土夯筑，八角形，底面边长12米，高约20米，分成7级，从下至上逐级收缩，原建筑底部外有包砖，其中几层涂有红泥。陡台每层出槽，形状看起来像是浮图。陵台在墓室后部约10米处。该陵园的墓道呈30度斜坡，水平长度49米，墓道东西两壁各有上下二列与墓道相平行的椽洞，相距2米，甬道的基道表面做有草拌泥，但不甚光整，但多已剥蚀，并没有绘制壁画。甬道门前发现有散乱的圆木和朽木板，可能是用于封闭甬道口的。南道两壁绘有武士修番一幅，但大部分已遭破坏。武士像脸面朝甬道口，南道门以北直到墓室全部被盗坑破坏。墓室地面距地表将近25米，墓室分主室和左右配室，中室前宽6.8米，后宽7.8米，南北长5.6米，墓壁和顶部已经被破坏，左右配室宽约2米，长约5米，过道为窿夸顶，墓室下壁有护地板痕迹，空间较小。中室充满淤泥及回填盗坑时的大石块和陵园地面建筑石雕，室内没有发现葬具。该陵园的外神墙距离内神墙约15米，宽约2米，其南端通到碑亭，以石块垒成。此外陵园有4座角台，总共4座，是兆域的标界，基部呈方形，边长6米，高7米，周围散落着建筑材料。

#### 七号陵（寿陵）

西夏王陵七号陵平面图

七号陵在陵区北部，距离五号陵约1.5公里，在柏油马路以南约200米。陵园大部分为现代住房和场院侵占，破坏严重，陵园建筑仅剩下双阙台、双碑亭、月城、内城的南神墙和西神墙、陵台及西南角台、外神墙的一部分。:29
位于陵园南端有2座阙台遗址，东西相对，距离70米形、双阙周围皆已坍塌，边长难以测量，高约7米，平顶处攀上顶部，烟台周围散见砖瓦建筑材料。位于双阙台以北约50米，月城以南50米的位置有2处碑亭遗址，皆已经过清理，高2米，台基呈正方形，边长10米，周围残存大量砖、瓦、石碑残块，在清理后发现西夏文残块1265块，汉文碑残块51块。月城位于碑亭北侧，呈东西长方形，东西长125米，南北宽45米，月城内全部被破坏，依稀可辩神道两侧各有2列石像生基址，相距20米。内城位于月城北侧，近似方形，东西长190米，南北宽180米，内城除南神墙、西神墙残存一部分外，其余基本都被破坏，墙宽3米，黄土夯筑而成，夯层厚度为10-12厘米不等。献殿和墓道封土皆己不存在，地面已经成为一片场地。位于内城偏西处有一座陵台，八角形，分作7级，从下至上逐级收缩，出檐结构明显。陵台周围在二十世纪九十年代时被改建为场地和库房。从陵园西南部残存有部分外神墙，从其走向看大致为封闭式。残存的外神墙宽约1.8米，黄土夯筑，但因破坏严重，总宽度和长度皆不已经无法看出，内外神墙相距22米。在陵园的西北角，紧挨外神墙边侧有一处已经坍塌的角台，该角台的位置在月城中部连线的延长线上，由黄土夯筑而成。:30
在清理东、西碑亭时，共发现西夏文碑残块1265块。其中部分残块经过整理，其上有西夏文字样，可译为：“大白高国护城圣德至懿皇帝寿陵誌铭”，史籍记载寿陵为西夏第五代皇帝仁宗圣德皇帝李仁孝之陵号，可以确定该陵为寿陵。:28-31

#### 八号陵
八号陵位于陵区北部，仅存1座陵台。在九号陵场塌裂的陵台之西约300米，在七号陵台西北约300米，陵园其它建筑已经全部被破坏，二十世纪九十年代初，陵园被现代住房、道路、广场侵占，当时陵台就在一排住房之后的一片树林中、陵台顶部修有水塔，水塔后被拆除。

#### 九号陵
九号陵在陵邑宗庙遗址以西约500米，七号陵以北约300米，陵园遭到现代建筑的彻底毁坏，地面建筑仅剩一座毁坏的陵台，夯土仅剩三分之一。

### 陪葬墓

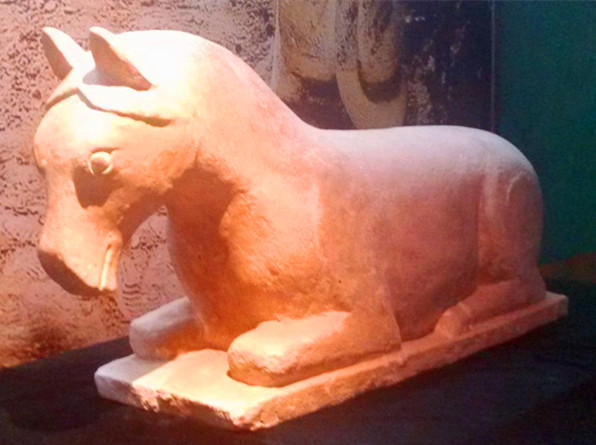
石马，1977年宁夏银川西夏陵区M177出土

截至2014年，考古人员在西夏王陵共发现254座陪葬墓。按陵区地貌和陵墓遗存格局将50平方公里陵区自南向北分为4区：1区以一、二号陵园为中心，有62座陪葬墓；2区以三、四号陵园为中心，有65座陪葬墓；3区以五、六号陵园为中心，有108座陪葬墓；4区以七、八、九号陵园为中心，附近残存18座陪葬墓。254座陪葬墓可分为夯土冢、土家冢、积石冢三种：有的用黄土、碎石夯筑，呈圆锥或圆台形；有的用自然沙土、砾石堆积，呈土丘状；有的在沙土、砾石的土丘上码放石块。据宁夏博物馆调查，陪葬墓分布方式多种多样，有一域双墓丛葬式、一域多墓丛葬式 ( 包括一域三墓、一域四墓等) 、联域并穴丛葬式等。陪葬墓主人一般为爵高位重的皇亲国戚或贵族官僚。每座帝陵的陪葬墓多寡不等。在西夏陵区内，除了个别较大之外，绝大多数陪葬墓规模都比帝陵小得多。在形制上，陪葬墓没有帝陵所必有的阙台、角台、献殿等个体建筑，在墓冢的形状、城垣的颜色以及建筑材料的使用上，都有明显的差距。
在这254座陪葬墓中，多座陪葬墓被彻底发掘，其中第182号陪葬墓（二十世纪七十年代时编号为108号陪葬墓）在墓中发现了残存的碑文，经整理后证实墓主人为西夏梁国正献王嵬名安惠。部分考古人员在根据第161号陪葬墓与帝陵相近的陵台形制、发掘时发现的残存碑文及墓前盗洞的规格推断，该墓有可能是西夏在灭亡之前抢修完成的一座神宗李遵顼与献宗李德旺的合葬陵。

### 陵邑
西夏陵陵邑遗址是一个平面布局呈长方形的建筑群体，座北朝南，方向南偏东20度。遗址中围墙、院落、殿堂等遗迹清晰可辩，其表面散布大量砖、瓦、瓦当、滴水、脊兽等建筑材料，以及碗、盘、瓶等瓷器碎片。
遗址最外围是一圈土筑墙垣，残高1米多，宽3米。南面正中间的位置有城门遗址，但已经在现代施工中被翻土掩埋。东、西墙南北两端原似各有一座门址，西城墙开有一面侧门，并筑有瓮城。
城内建筑自南而北自然形成三个部分：第一部分，由两个东西对称的小型四合院建筑和中间一条宽阔的中心大道组成。四合院似长方形。其中东、西院外侧建墙，其余三面为房基，中间形成一个长方形天井；第二部分，约占总面积的三分之一。由三座相连接的四台院组成，两座呈方形居东西两侧，一座为长方形居中，三座相连形成凸字形。凸字形底边是三座院落的过殿，也是一、二部分的分界线。东院呈方形，边长56米，四面均有夯土房基，院内有1座天井，直径2米，已经被淤泥填满，院内东南拐角有高约2米的疑似楼阙类建筑遗迹。西院除了没有天井之外，其余特征与东院相似。中院呈长方形，长120米，宽50米，在南北中轴线上。中院四面均为夯土房基，中部偏北有1座大型殿堂基址，南北长42米，东西宽28米，是整个遗址中心建筑。第二部分北端东、西两拐角各有一条曲尺形墙址，将二、三部分分开；第三部分，只在中部有一座南北长方形基址，长34米，宽24米。在整个遗址的北面，距围墙约十米外建有1堵墙。
该遗址是于1972年对西夏陵区进行调查时发现的。1986年和1987年，文物部门先后两次这里进行过考古发掘，揭露面积超过4000平方米，主要集中在第二部分的中院一带。清理过殿堂、过道、厢房等建筑基址多处以及墙基、铺地砖、钢路石、路道等多处重要遗迹及遗物。

## 出土文物

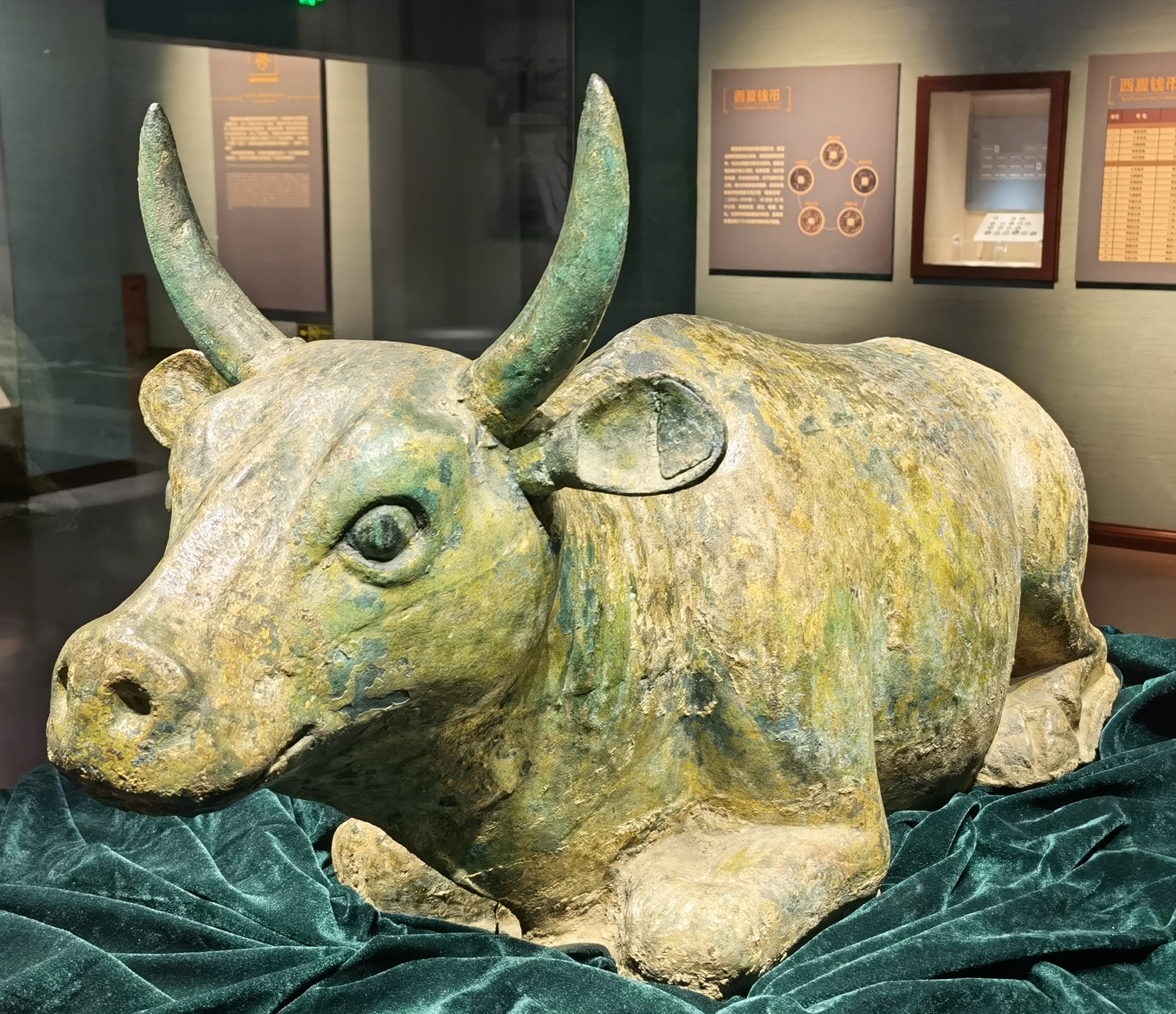
鎏金铜牛，1977年宁夏西夏陵区M177出土

在三号陵的外围发掘中，除筒瓦、石像生残块等建筑构件外，还有铜铎、铜带扣、铜兽面饰和铜节约各1件。
在六号陵的中室，发现遗物有钢针、带环铁钉、钢泡饰、铜甲片和瓷片等；配室中发现零散的铜甲片、铜泡饰、铜铃、瓷片、竹雕、盔形铁揣和绕金银饰等。由于六号陵早年经过大规模盗掘，后期也遭到了盗扰，出土遗物不多，位置紊乱，但这些遗物都是首次出土。
在第177号陪葬墓的墓室中，出土有鎏金铜牛、铁狗等金属制品，还有石马等石雕。在第78号陪葬墓中，出土有石狗等石雕。在第182号陪葬墓中，发现开元通宝、样符通宝、天圣元宝、皇宋通宝、熙宁通宝等钱币。墓室内还发现绿釉罐和白瓷碗残片，残碎铜片、铜块，残断银丝、银帽铁钉等。
在陵邑遗址第二部分中，共出土建筑构件、瓷器、陶器、泥塑、石刻及铜、铁器等编号文物近300件，其中出土白瓷瓶1件（经过复原），白瓷钵1件（经过复原），白瓷高足碗多件（经过复原，已残），白瓷平底碗多件（经过复原，已残），白瓷小碗数件，白瓷盆1件，青釉牡丹纹碗多片残片，青釉葵纹碗1件（经过复原），灰釉碗残片数件，酱釉小盘1件，泥塑碎块若干，石碑残块若干。

## 近代研究与保护

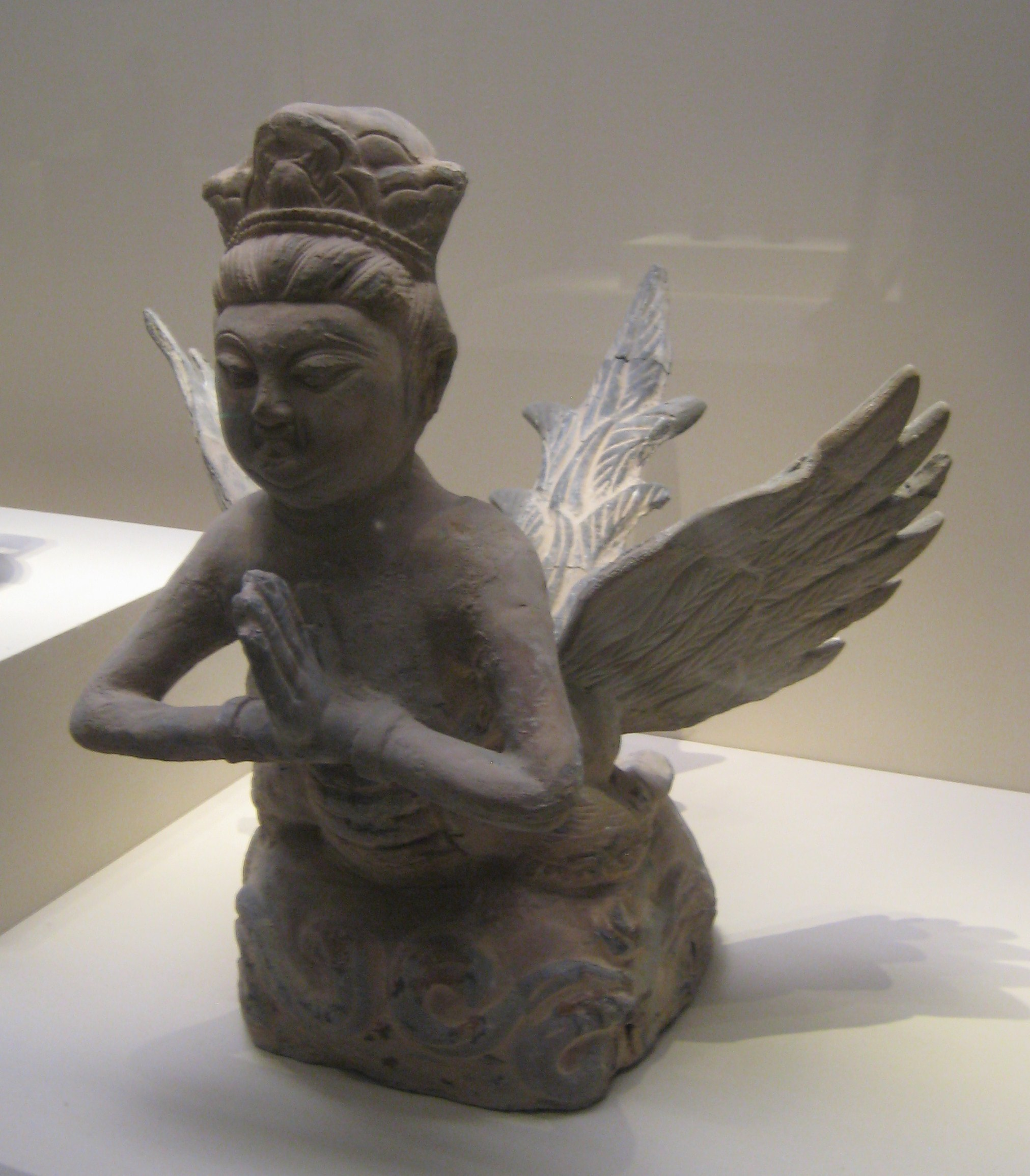
西夏王陵的釉陶形建筑装饰。

1972年起，宁夏考古研究机构对西夏王陵进行了一系列考古發掘，其中包括七号陵及六号陵地宫。二十世纪九十年代初，六号陵地宫被回填。由于回填土未夯实，使回填土因雨水浸泡下陷形成了一个大的积水坑，雨水连年浸泡使墓室和墓道均出现了坍塌。2000年，中国拨专款1000万元对三号陵进行清理發掘和保护。2009年，宁夏回族自治区文化厅通过了敦煌研究院设计的《西夏陵六号陵抢救性保护工程施工方案》，并着手对六号陵施以保护措施。
1988年1月13日，西夏陵被国务院公布为第三批全国重点文物保护单位，同年8月1日被国务院公布为第二批国家级风景名胜区。在没有确切证据支持除七号陵之外其他帝陵的归属问题的情况下，西夏王陵景区根据部分考古学家的推测，直接以昭穆次序依次将一号陵至九号陵分别定为裕陵、嘉陵、泰陵、安陵、献陵、显陵、寿陵、庄陵、康陵，并围绕三号陵“泰陵”建立了景区的主要设施。1998年9月23日，西夏博物馆在西夏陵区内东侧建成，以展示西夏陵区出土文物及介绍西夏历史概况为主要内容，自2011年来全年开馆。
2003年5月19日，位于保护区范围内的84号陪葬墓被宁夏平吉堡农场的职工用推土机推平，遭受严重破坏，已经无法恢复原貌。当地公安机关接到报案后，当即对施工负责人和司机共3人进行刑事拘留。
2006年，西夏王陵被中华人民共和国建设部列入中国国家自然与文化双遗产预备名录。同年，由于长时间风化，西夏陵出现大面积坍塌危险，中国加大了对西夏王陵的保护力度。2009年，一号、二号、四号陵开通马车旅游线路。2012年，西夏王陵被列入中国世界文化遗产预备名单。2014年，西夏王陵景区将位于陵区最南端的一号、二号陵遗址完全对外开放。2025年，第47届世界遗产大会上，西夏陵被列为世界遗产，成为中华人民共和国第60处世界遗产。